# Умм аль-китаб
«Умм аль-Кита́б» (араб. أمّ الکتاب‎, «Мать книги») — синкретическое шиитское произведение, родившееся в гулатской среде VIII века в эль-Куфе (Ирак). Позже оно было перенесено в Сирию нусайритами X века, чья окончательная редакция работы была сохранена в персидском переводе, подготовленном исмаилитами-низаритами Центральной Азии.
Дискуссии о происхождении, доктринах и авторстве «Умм аль-китаб», её связях с экстремистскими шиитскими группировками и исмаилитами-низаритами Бадахшана всё ещё продолжаются.

## Содержание
«Умм аль-китаб» содержит предполагаемые речи имама Мухаммада аль-Бакира, одного из ранних шиитских имамов, в ответ на примерно тридцать восемь вопросов о тайнах космологии, эсхатологии и сотериологии, заданных анахроничным кругом учеников, включая Абдуллаха Ансари и Джабира Джуфи. Напоминая фигуру Иисуса в некоторых апокрифических Евангелиях, имам аль-Бакир предстаёт здесь в облике пятилетнего ребёнка. Учёные сходятся во мнении, что «Умм аль-китаб» представляет собой сборник из трёх отдельных документов, свободно объединённых в трактат. Тон и стиль работы намекают на то, что авторы работы, вероятно, были выходцами из среднего класса, с некоторой дистанцией от других мусульманских групп, таких как политически активные шииты и те, кто выступает за аскетизм.
Книга может быть попыткой примирить дуалистические космологии, встречающиеся у доисламских персов, с исламским монотеизмом. Некоторые принципы зла, такие как персидская фигура Ахриман, как говорят, являются всего лишь более поздним воплощением падшего ангела Азазила, который, в свою очередь, обязан своим существованием Богу.

### Восстановление
На протяжении веков этот загадочный и в то же время проблематичный трактат хранился исмаилитами-низаритами Бадахшана и северных районов современного Пакистана. Процесс восстановления рукописных копий «Умм аль-китаб» начался в первые десятилетия XX века, когда российские учёные и чиновники, которым тогда стало известно о существовании исмаилитских общин в пределах их собственных владений в Центральной Азии, попытались установить контакт с этими сектантами, сосредоточенными в основном в Западные Памирские районы Бадахшана. Несколько экземпляров «Умм аль-Китаб» были приобретены такими должностными лицами и в своё время переданы на хранение в Азиатский музей Российской академии наук, коллекции которого в настоящее время являются частью коллекций Российского института восточных рукописей в Санкт-Петербурге. В последующие десятилетия из Центральной Азии было извлечено еще несколько экземпляров этого труда; семь экземпляров «Умм аль-китаб» найдены в фондах персидских рукописей Института Исмаилитских Исследований в Лондоне. Перевод на итальянский язык, сделанный Пио Филиппани Ронкони, остается до сих пор единственным полным. Некоторые главы были также переведены на немецкий язык.